# Jožef Tomše
Jožef Tomše plemeniti Savski dol, slovenski častnik, avstro-ogrski podmaršal, * 20. februar 1850, Poljšica pri Podnartu, † 5. december 1937, Ljubljana. 

## Življenje in delo
Na Dunaju je študiral fiziko in matematiko. Po odsluženju prostovoljskega leta v artileriji se je šolal v dveletni kadetnici in leta 1876 postal artilerijski poročnik. Leta 1906 je kot polkovnik postal komandant VI. polka divizijskega topništva ter hkrati odlikovan s podelitvijo plemstva, 1913 pa je bil upokojen kot generalmajor, pred izbruhom 1. svetovne vojne pa reaktiviran in povišan v podmaršala (feldmaršalporočnika), Do konca vojne je bil predsednik tehniškega vojnega komiteja na Dunaju, bil je tudi profesor v vojaških tečajih in šolah. Napisal je več skript iz balistike. Je tudi sokonstruktor možnarja kalibra 305 mm. Tomše je bil vse življenje zaveden Slovenec, njegov dom na Dunaju pa zatočišče revnih slovenskih visokošolcev, katerim je tudi gmotno pomagal.